# Chileense parlementsverkiezingen 1897
De Chileense parlementsverkiezingen van 1897 vonden op 7 maart plaats en resulteerden in een overwinning voor de Coalición, een alliantie van liberaal-conservatieve partijen onder aanvoering van de Partido Conservador. Conservatieve kandidaten die behoorden tot de Partido Liberal sloten zich aan bij de Coalición.
| Kamer van Afgevaardigden | Kamer van Afgevaardigden         | Kamer van Afgevaardigden |
| Coalitie                 | Coalitie                         | Zetels                   |
| ------------------------ | -------------------------------- | ------------------------ |
|                          | Coalición (PCon · PL · PN · PLD) | 68                       |
|                          | Alianza Liberal (PL · PR· PDa)   | 26                       |
| Totaal                   | Totaal                           | 94                       |

Bron: Heise 1982
| Politieke partij    | Zetels | Percentage |
| ------------------- | ------ | ---------- |
| Conservador         | 25     | 26,59%     |
| Liberal             | 16     | 17,02%     |
| Nacional            | 11     | 11,71%     |
| Liberal Democrático | 22     | 23,4%      |
| Radical             | 18     | 19,14%     |
| Democrático         | 2      | 2,12%      |
| Total               | 94     | 100%       |

Bron: 1[dode link]
| Senaat   | Senaat                      | Senaat |
| Coalitie | Coalitie                    | Zetels |
| -------- | --------------------------- | ------ |
|          | Coalición (PCon · PLD · PL) | 18     |
|          | Alianza Liberal (PL · PR)   | 14     |
| Totaal   | Totaal                      | 32     |

Bron: Heise 1982
| Politieke partij    | Zetels | Percentage |
| ------------------- | ------ | ---------- |
| Conservador         | 11     | 34,37%     |
| Liberal             | 8      | 28,12%     |
| Liberal Democrático | 9      | 28,12%     |
| Radical             | 3      | 9,37%      |
| Total               | 32     | 100%       |

Bron: 1[dode link]